# Stosunek korelacyjny eta
Stosunek korelacyjny eta (η) – miara zależności używana, gdy jedna ze zmiennych jest zmienną ilościową (na skali przedziałowej lub ilorazowej), a druga zmienną jakościową (na skali nominalnej lub porządkowej). Miarę tę wykorzystuje się również w wersji podniesionej do kwadratu (eta-kwadrat,{\displaystyle \eta ^{2}}).

## Wzór
Współczynnik eta można obliczyć za pomocą następującego wzoru:
{\displaystyle \eta ={\sqrt {\frac {\sum _{j=1}^{r}n_{j}({\overline {y}}_{j}-{\overline {y}})^{2}}{\sum _{j=1}^{r}\sum _{i=1}^{n_{j}}(y_{ji}-{\overline {y}})^{2}}}},}
gdzie:
{\displaystyle r} – liczba grup wyznaczona przez zmienną jakościową (liczba kategorii),
{\displaystyle n_{j}} – liczebność w {\displaystyle j}-tej grupie,
{\displaystyle {\overline {y}}_{j}} – średnia wartość zmiennej ilościowej w {\displaystyle j}-tej grupie,
{\displaystyle {\overline {y}}} – całościowa średnia wartość zmiennej ilościowej,
{\displaystyle y_{ji}} – wartość zmiennej ilościowej dla {\displaystyle i}-tej obserwacji w {\displaystyle j}-tej grupie.

## Interpretacja i własności
Jeżeli zmienna jakościowa jest dychotomiczna (zero-jedynkowa) to {\displaystyle \eta } co do wartości bezwzględnej równa się współczynnikowi korelacji punktowo-dwuseryjnej (czyli współczynnikowi korelacji Pearsona między zmienną ilościową a zero-jedynkową). 
Stosunek korelacyjny eta można zastosować do pomiaru zależności zmiennych ilościowych powiązanych krzywoliniowo. W tym celu jedną z tych zmiennych należy potraktować jak zmienną jakościową (jeżeli jest dyskretna z niewielką liczbą kategorii) lub odpowiednio w taką zmienną przekształcić (np. poprzez grupowanie w szereg rozdzielczy przedziałowy). 

## Eta-kwadrat
Współczynnik eta podniesiony do kwadratu to współczynnik determinacji eta-kwadrat ({\displaystyle \eta ^{2}}). Zarówno {\displaystyle \eta }, jak i {\displaystyle \eta ^{2}} przyjmują wartości od 0 do 1. Podobnie jak współczynnik determinacji {\displaystyle R^{2}}, eta-kwadrat dostarcza informacji, jaki procent wariancji jest wyjaśniony przez zmienność między grupami. Współczynnik {\displaystyle \eta ^{2}} jest używany jako jedna z miar wielkości efektu dla analizy wariancji (ANOVA). Wzór na {\displaystyle \eta ^{2}} można zinterpretować jako stosunek zmienności między grupami (sumy kwadratów odchyleń średnich grupowych od średniej ogólnej) do całkowitej zmienności (sumy kwadratów odchyleń od ogólnej średniej). 